# Эрнограммы
Эрнограммы (лат. Ernogrammus) — род морских лучепёрых рыб из семейства стихеевых (Stichaeidae). Распространены на северо-западе и востоке центральной части Тихого океана. Длина тела от 7,5 см (E. zhirmunskii) до 28,8 см (E. walkeri).
Морские придонные рыбы. Обитают в прибрежных водах на глубине от 1 до 142 м. Ведут одиночный образ жизни.

## Классификация
В роде Ernogrammus 3 вида:
- Ernogrammus hexagrammus — Шестилинейный стихей[3]
- Ernogrammus walkeri
- Ernogrammus zhirmunskii — Стихей Жирмунского[3]